# Ermua
Ermua é um município da Espanha na província da Biscaia, comunidade autónoma do País Basco, com 6,17 km² de área. Em 2021 tinha 15 791 habitantes (densidade: 2 559,3 hab./km²).

## Demografia
| Variação demográfica do município entre 1991 e 2004 | Variação demográfica do município entre 1991 e 2004 | Variação demográfica do município entre 1991 e 2004 | Variação demográfica do município entre 1991 e 2004 |
| --------------------------------------------------- | --------------------------------------------------- | --------------------------------------------------- | --------------------------------------------------- |
| 1991                                                | 1996                                                | 2001                                                | 2004                                                |
| 17981                                               | 17346                                               | 16795                                               | 16597                                               |